# I Giochi paralimpici estivi
I I Giochi paralimpici estivi si tennero a Roma (Italia) dal 18 al 25 settembre 1960, come ampliamento dei Giochi internazionali di Stoke Mandeville. La definizione ufficiale era "Giochi internazionali per paraplegici", ma a posteriori il Comitato Paralimpico Internazionale le ha riconosciute come prima edizione delle Paralimpiadi estive.
Parteciparono 377 atleti, tutti paraplegici, poiché gli atleti con disabilità diverse dalla paraplegia non erano ancora ammessi alle Paralimpiadi.

## Sviluppo e preparazione

### Sedi di gara
Gli atleti furono ospitati al Villaggio Olimpico, ma fu utilizzato un edificio non dotato di ascensori, il che creò alcuni problemi per la mobilità degli atleti.
La cerimonia di apertura ebbe luogo allo stadio dell'Acqua Acetosa nel quartiere Parioli, ma le gare si tennero al complesso sportivo delle "Tre Fontane", nel quartiere dell'Eur, con l'eccezione del nuoto, che ebbe la sua sede alla piscina del Foro Italico, e del tennistavolo, disputato al Villaggio Olimpico.

## I Giochi

### Paesi partecipanti

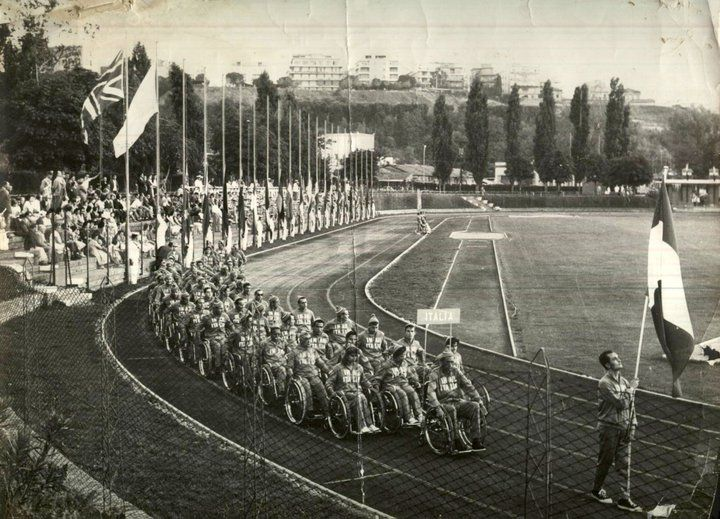
I padroni di casa dell'Italia sfilano alla cerimonia di apertura

Ai Giochi presero parte 328 atleti provenienti da 21 paesi. Canada, Cipro, Danimarca, Egitto, Grecia, India, Libano, Pakistan, Portogallo, Turchia e Uruguay non inviarono alcun atleta, solo funzionari.
- Argentina (9)
- Australia (12)
- Austria (19)
- Belgio (12)
- Finlandia (1)
- Francia (11)

- Germania Ovest (9)
- Gran Bretagna (50)
- Irlanda (1)
- Israele (7)
- Italia (27)
- Malta (6)

- Norvegia (11)
- Paesi Bassi (18)
- Rhodesia (1)
- Stati Uniti (23)
- Svezia (3)
- Svizzera (6)

### Discipline
Furono disputati 117 eventi in 8 discipline: atletica leggera, biliardo, nuoto, pallacanestro in carrozzina, scherma in carrozzina, tennistavolo, tiro con l'arco, tiro del dardo.

## Medagliere
| Nazione        | Oro | Argento | Bronzo | Totale |
| -------------- | --- | ------- | ------ | ------ |
| Italia         | 29  | 28      | 23     | 80     |
| Gran Bretagna  | 21  | 14      | 19     | 54     |
| Germania Ovest | 15  | 6       | 9      | 30     |
| Austria        | 11  | 8       | 11     | 30     |
| Stati Uniti    | 11  | 7       | 7      | 25     |
| Norvegia       | 9   | 3       | 4      | 16     |
| Australia      | 3   | 6       | 1      | 10     |
| Paesi Bassi    | 3   | 6       | 0      | 9      |
| Francia        | 3   | 3       | 1      | 7      |
| Argentina      | 2   | 3       | 1      | 6      |
| Rhodesia       | 2   | 1       | 2      | 5      |
| Irlanda        | 2   | 0       | 0      | 2      |
| Svizzera       | 1   | 3       | 0      | 4      |
| Belgio         | 1   | 1       | 1      | 3      |
| Finlandia      | 1   | 0       | 0      | 1      |
| Israele        | 0   | 2       | 2      | 4      |
| Malta          | 0   | 2       | 2      | 4      |

L'atleta più titolata fu l'italiana Maria Scutti, con 15 medaglie (10 ori, 3 argenti e 2 bronzi) in quattro sport diversi.